# Ochrophyta
Ochrophyta, Heterokontophyta – takson głównie autotroficznych organizmów jądrowych w grupie Heterokonta. Liczba opisanych gatunków szacowana jest na 12500, a wszystkich istniejących na 21000.

## Opis
Należące tu glony posiadły chloroplasty w wyniku drugorzędowej endosymbiozy od krasnorostów. Wiele gatunków jest jednokomórkowych, ale znane są też formy wielokomórkowe (niektóre brunatnice osiągają do 100 m długości). Większość jest fotosyntetyczna, jednak znane są formy, które utraciły plastydy i odżywiają się heterotroficznie.
Komórki nagie lub pokryte łuskami, pancerzykiem lub ścianą komórkową. Plastydy otoczone są czterema błonami, z których dwie zewnętrzne stanowią przedłużenie błony jądrowej. Większość gatunków zawiera chlorofil c oraz fukoksantynę jako główny karotenoid. Komórki z wiciami posiadają zwykle plamkę oczną oraz fotoreceptor.

## Systematyka
Ochrophyta klasyfikowane w randze typu (gromady) dzieli się na dwa podtypy (podgromady) i wiele klas:
- Podtyp: Khakista
  -     -       - Klasa: Bacillariophyceae – okrzemki
      - Klasa: Bolidophyceae
- Podtyp: Phaeista
  - Infratyp: Limnista
    -       - Klasa: Chrysophyceae – złotowiciowce
      - Klasa: Eustigmatophyceae
      - Klasa: Picophagea
      - Klasa: Synchromophyceae

    - Nadklasa: Fucistia
      - Klasa: Aurearenophyceae
      - Klasa: Chrysomerophyceae
      - Klasa: Phaeophyceae – brunatnice
      - Klasa: Phaeothamniophyceae
      - Klasa: Schizocladiophyceae
      - Klasa: Xanthophyceae – różnowiciowce

  - Infratyp: Monista
    - Nadklasa: Hypogyristia
      - Klasa: Dictyochophyceae
      - Klasa: Pelagophyceae

    - Nadklasa: Raphidoistia
      - Klasa: Raphidophyceae
      - Klasa: Pinguiophyceae

  - Infratyp: ?
    -       - Klasa: Synurophyceae
- Podtyp: ?
  -     -       - Klasa: Placidiophyceae

Według klasyfikacji opublikowanej w Dictionary of the Fungi Ochrophyta to typ należący do królestwa chromistów (Chromista):
- klasa Phaeophyceae
  - podklasa incertae sedis
    - rząd Ectocarpales Setchell & N.L.Gardner
      - rodzina incertae sedis
        - rodzaj Ralfsia Berk. 1843[7]